# Stigmella pruinosa
Stigmella pruinosa là một loài bướm đêm thuộc họ Nepticulidae. Nó được tìm thấy ở quận Cayo, Belize.